# Нюркина жизнь
«Нюркина жизнь» — советский художественный фильм 1971 года, снятый киностудией «Мосфильм». Вышел на экраны в ноябре 1972 года.

## Сюжет
Восемнадцатилетняя Нюра работает кондуктором трамвая. Она проводит свои дни на работе, а вечера — в компании своего возлюбленного Степана. Во время поездки на юг с пожилым соседом Борисом Гавриловичем Нюра знакомится с его возлюбленной из прошлого и её сыном Михаилом, с которым у неё завязываются отношения, пока он страдает от заболевании, вызванного фронтовыми травмами. По возвращении домой Нюра выходит замуж за Степана, но чувствует себя несчастной из-за отсутствия любви. В гостях у Бориса Гавриловича она снова встречает Михаила и осознаёт свои чувства, что приводит к их браку. Однако вскоре Михаил умирает от болезни, и Нюра становится матерью.

## В ролях
- Тамара Дегтярёва — Нюра
- Олег Ефремов — Михаил Антонович Логинов, бригадир доменщиков
- Евгений Карельских — Степан
- Всеволод Санаев — Борис Гаврилович, сосед Нюры по квартире
- Нина Сазонова — Вера Александровна, мать Михаила Антоновича
- Нина Агапова — мать Юры Терехова
- Валентина Березуцкая — Работница трамвайного депо
- Екатерина Васильева — Клава, работница-токарь
- Раиса Куркина — Екатерина, жена Михаила Антоновича
- Тамара Мурина — Лиза
- Тамара Совчи — Саша, подруга Нюры
- Юрий Киреев — таксист
- Валентин Кулик — корреспондент
- Леонид Монастырский — Иван, рабочий-доменщик
- Александр Смирнов — начальник цеха
- Александр Январёв — Женька, сосед Нюры по квартире
- Лидия Королёва — медсестра в справочном окне

## Съёмочная группа
- Режиссёр — Анатолий Бобровский
- Сценарист — Николай Евдокимов
- Оператор — Владимир Чухнов
- Композитор — Борис Чайковский
- Художник — Василий Голиков

## Критика
В журнале «Советский экран» сообщалось, что «каждое из этих событий настолько важно, что могло бы занять главное место и в фильме и в жизни героини — значит погрешить против истины».

Чем дальше движется картина, тем меньше у нас доверия и сочувствия к разнообразным перипетиям Нюркиной биографии…
— 
Критик Лев Рыбак в том же журнале считал, что авторы фильма «по-своему свели представителей героического и скромного труда». Он написал: «Поверхностно используемый заводской антураж картины всего лишь оттеняет банальную любовную драму. Перед нами заурядный рассказ о том, как, начиная свою жизнь, Нюрка без любви вышла замуж за робкого парня Степана».